# Medinet Habu (tempio)

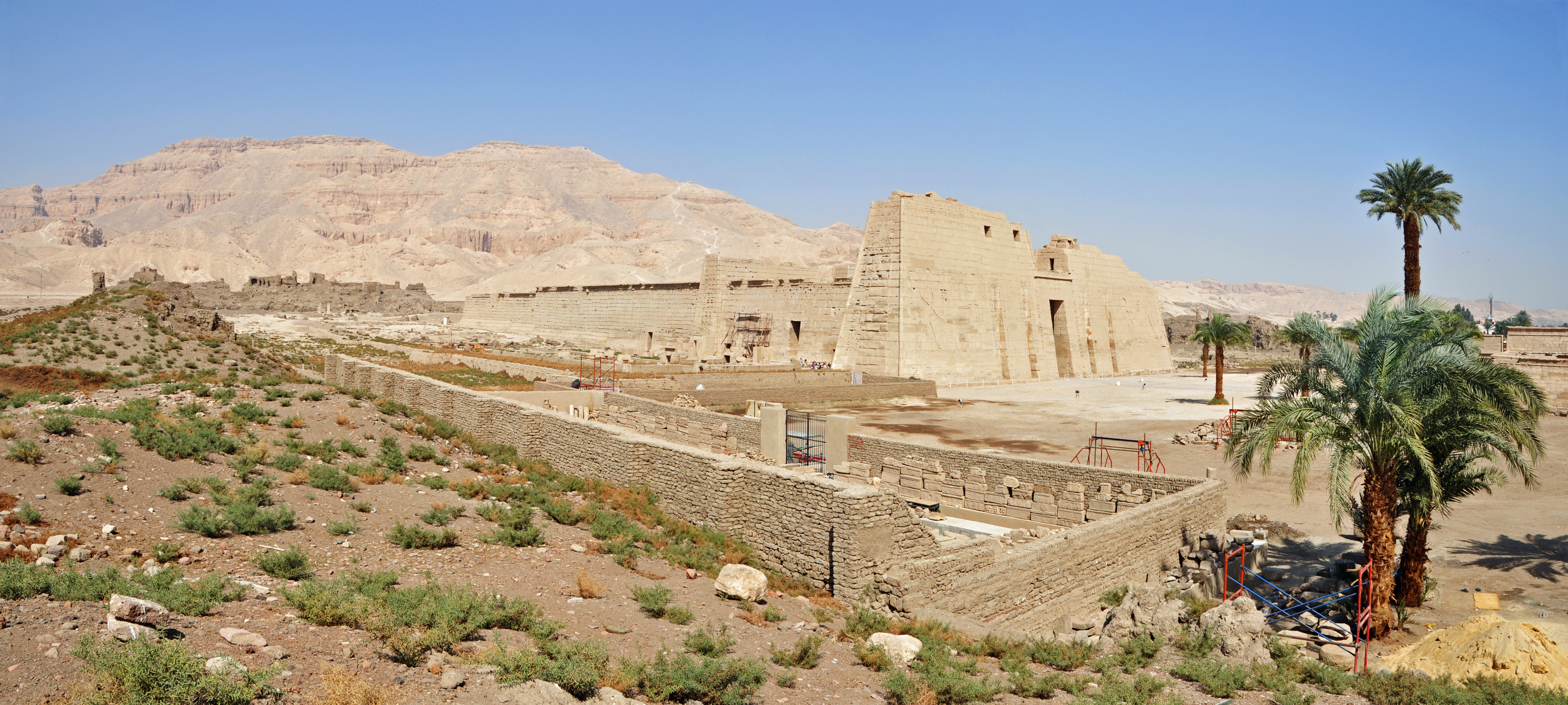
Tempio funerario di Ramses III

Medinet Habu è il nome solitamente dato al tempio funerario di Ramses III, un'importante struttura del Nuovo Regno situata nell'omonimo sito di Medinet Habu nella parte occidentale di Luxor, in Egitto. Oltre alla sua importanza intrinseca per le dimensioni, l'aspetto artistico e quello architetturale, il tempio è conosciuto in particolare perché contiene iscrizioni raffiguranti l'arrivo e la sconfitta dei Popoli del Mare durante il regno di Ramses III.
Alcuni blocchi di pietra sembrerebbero essere stati asportati e riutilizzati nel tempio di Iside a Deir el-Shelwit.

## Descrizione

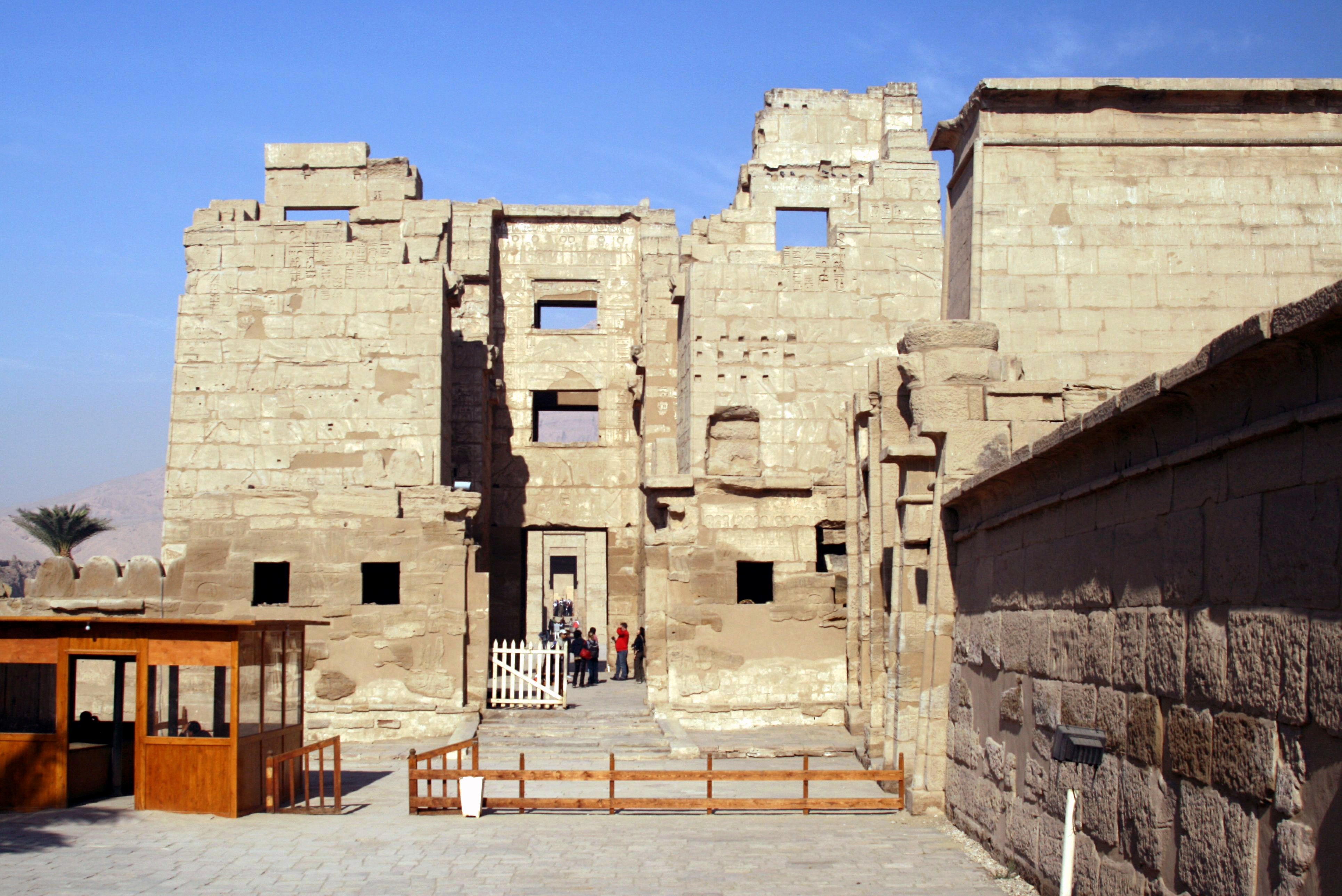
Entrata migdol a Medinet Habu

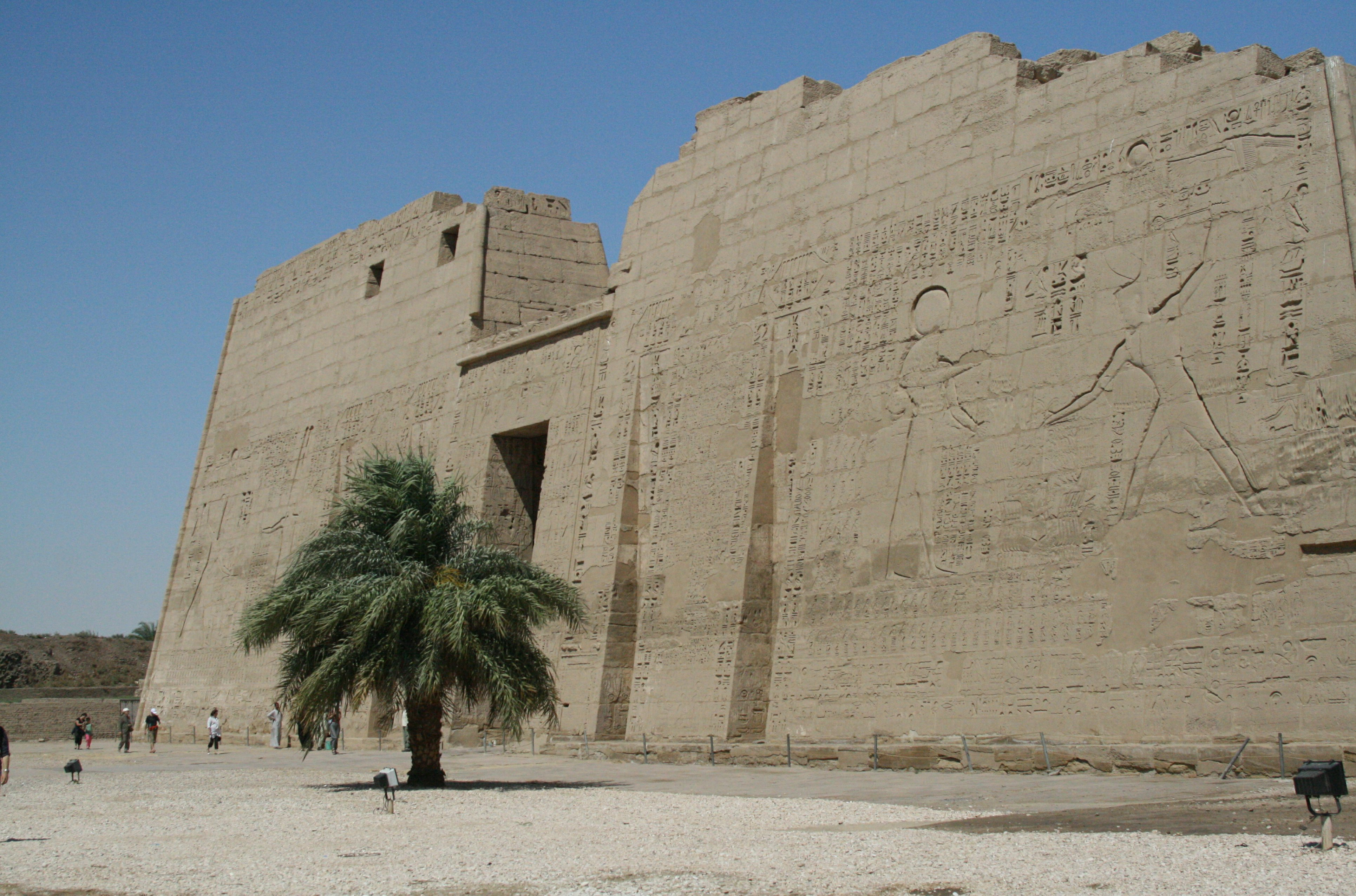
Primo pilone del tempio funerario

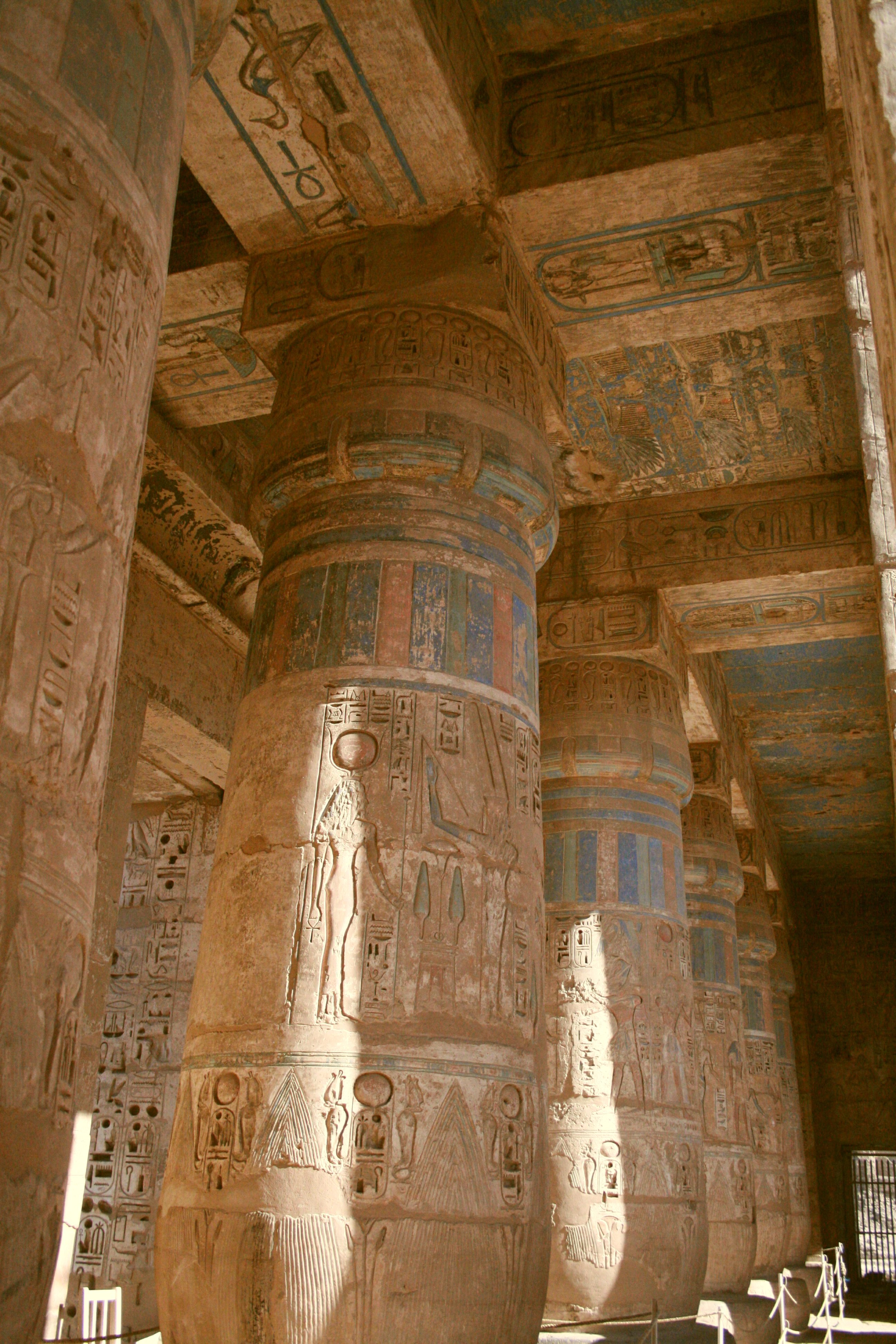
Decorazione del soffitto del peristilio

Il tempio, lungo circa 150 metri, è un progetto ortodosso, e somiglia molto al vicino tempio funerario di Ramses II (il Ramesseum). Il contorno del tempio misura circa 210x300 metri, e contiene oltre 7 000 m² di muri decorati con bassorilievi. Le sue mura sono relativamente ben conservate, e il complesso è circondato da una cinta in mattoni di fango che potrebbero essere stati fortificati. L'entrata originaria passa attraverso un corpo di guardia fortificato, noto come migdol (caratteristica architettonica classica delle fortezze asiatiche del tempo).
Subito all'interno delle mura, a sud, vi sono le cappelle di Amenardis I, Shapenewpet II e Nitokris I, tutte col titolo di Divina Sposa di Amon.
Il primo pilone conduce a una corte aperta, contornata da colossali statue di Ramses III in veste di Osiride su un lato, e colonne non scolpite sull'altro. Il secondo pilone porta a un peristilio, con altre statue di Ramses. Da qui si sale una rampa che, attraverso un portico colonnato, conduce al terzo pilone e da questo al grande ipostilo (che ha perso il tetto). Bassorilievi e teste di prigionieri stranieri si trovano nel tempio, forse a simboleggiare il controllo del re su Siria e Nubia. 
In epoca copta vi era una chiesa all'interno della struttura del tempio, poi rimossa. Alcune incisioni del muro principale del tempio sono state modificate da sculture copte.
Il palazzo reale era collegato direttamente alla prima corte del tempio tramite la "Finestra delle apparizioni".

## Scavi
I primi scavi nel tempio furono condotti sporadicamente tra il 1859 e il 1899, grazie all'Egyptian Antiquities Service. In questi decenni il tempio principale fu pulito, numerosi edifici di epoca copta furono rimossi, e il sito fu aperto ai turisti.
Ulteriori scavi, svolti per la classificazione e la conservazione della struttura, sono stati svolti prevalentemente dall'Oriental Institute dell'Università di Chicago, quasi continuamente a partire dal 1924.

## Galleria d'immagini

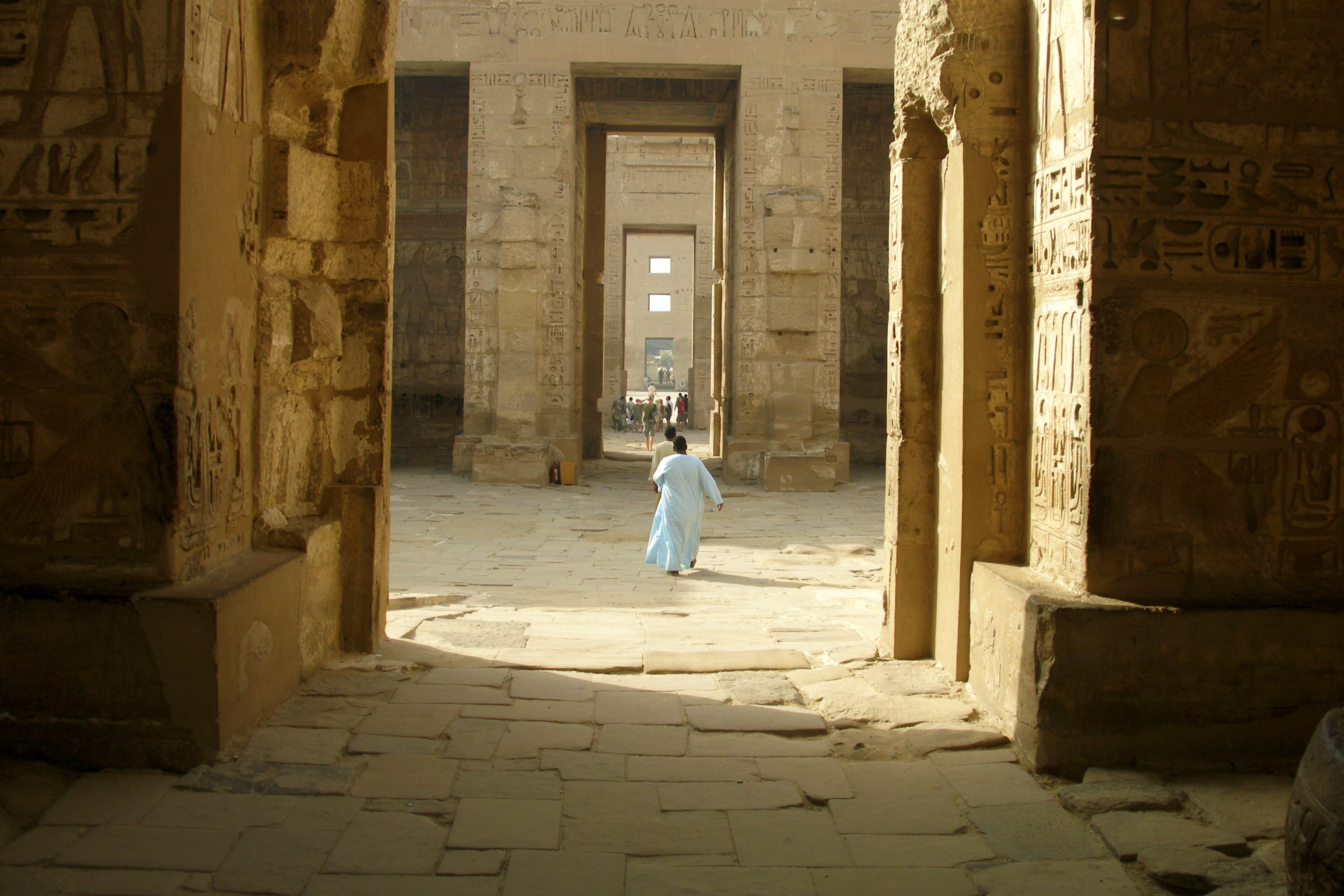
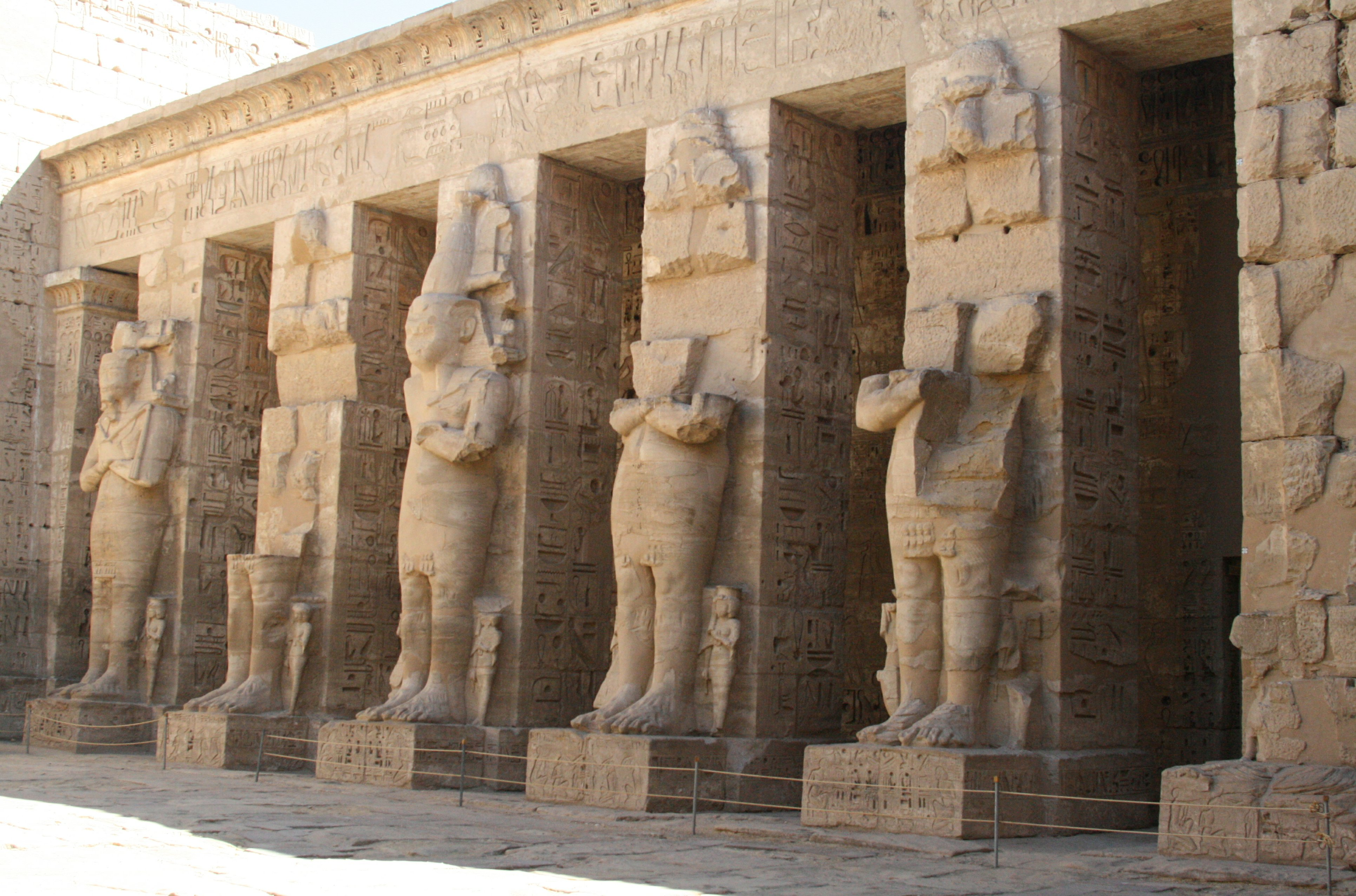
Colonne di Ramses III nel peristilio
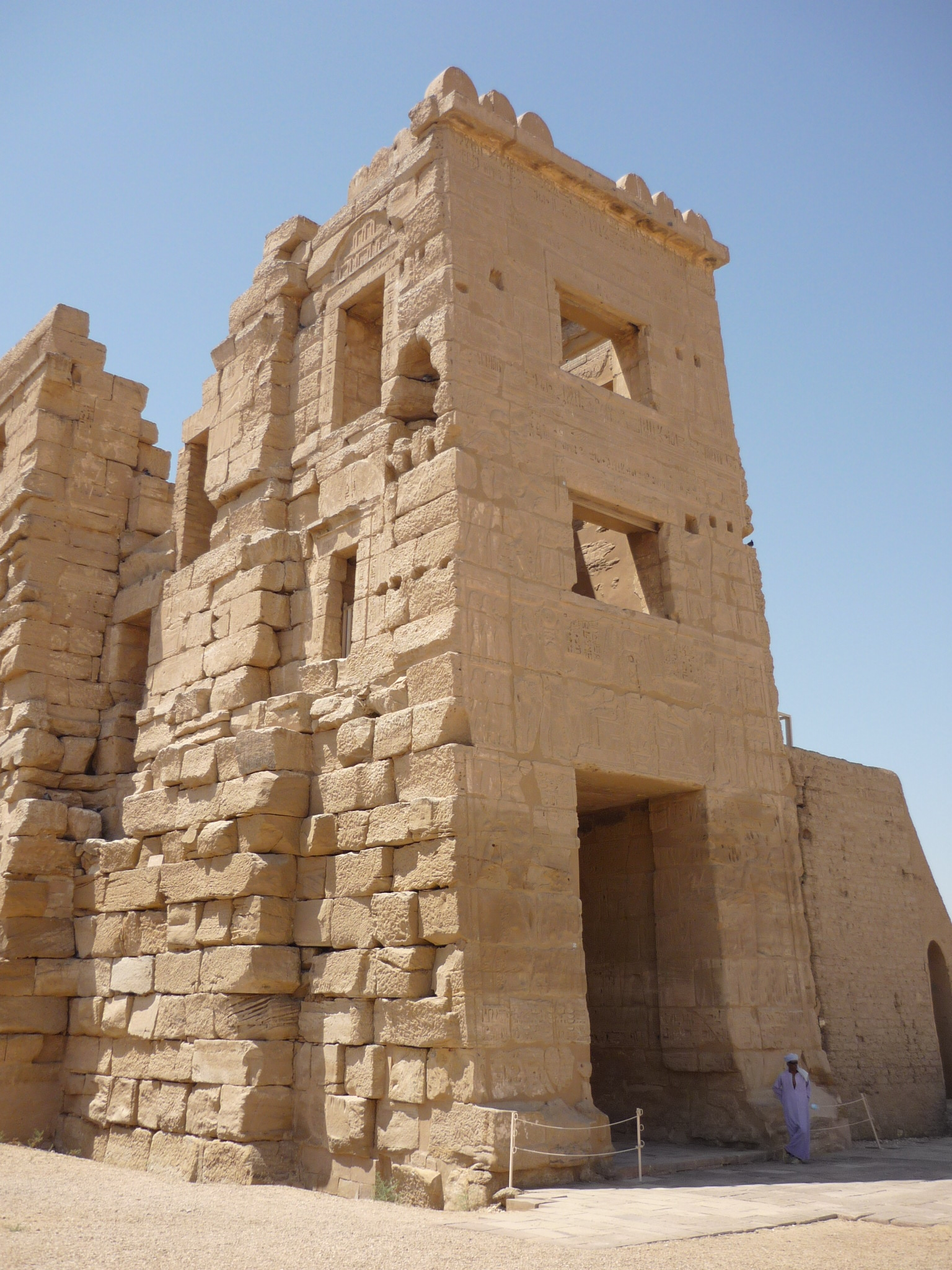
Vista della torre migdol a Medinet Habu
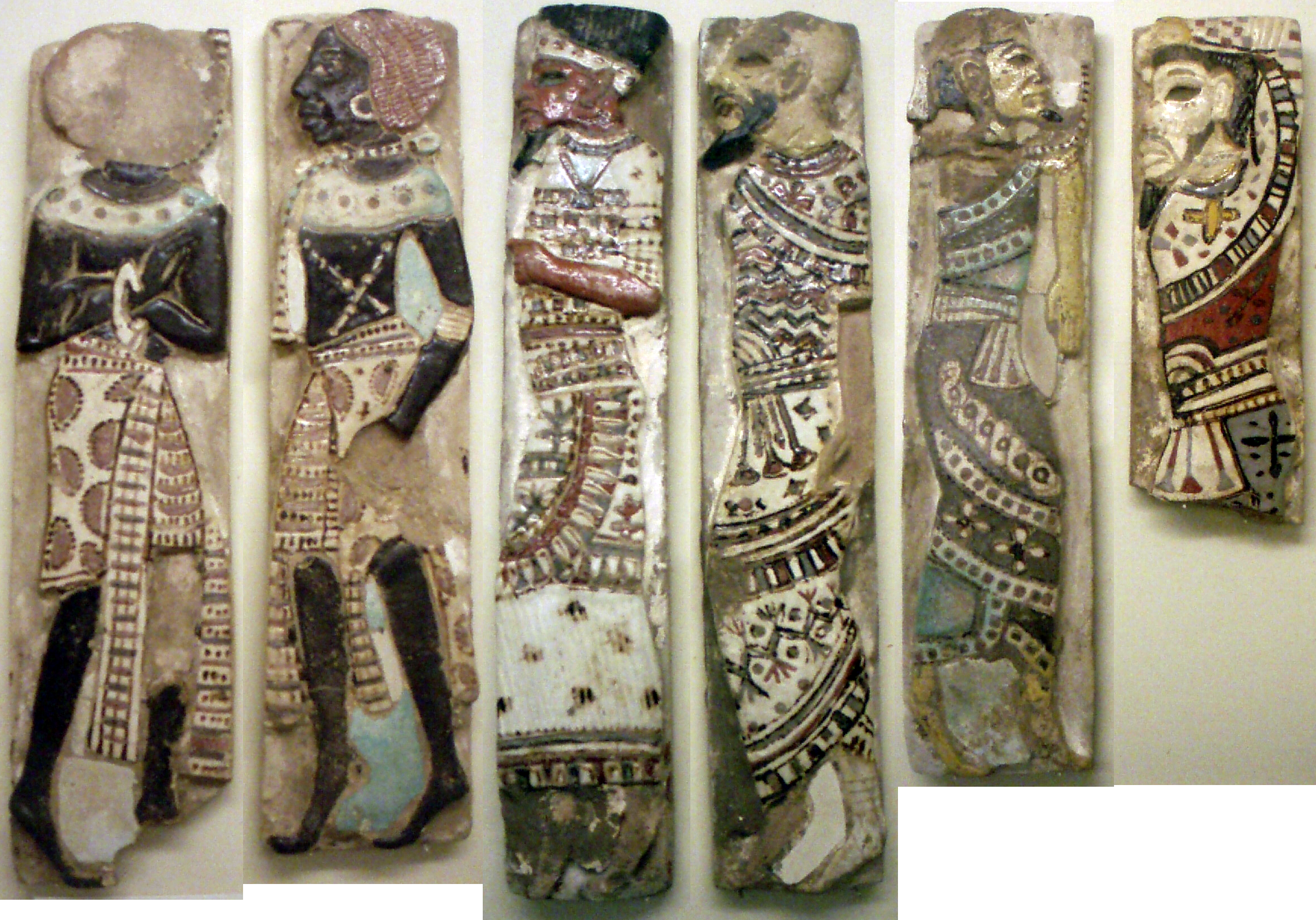
Vetri e porcellane trovate all'interno del palazzo reale di Medinet Habu, raffiguranti i tradizionali nemici dell'Egitto
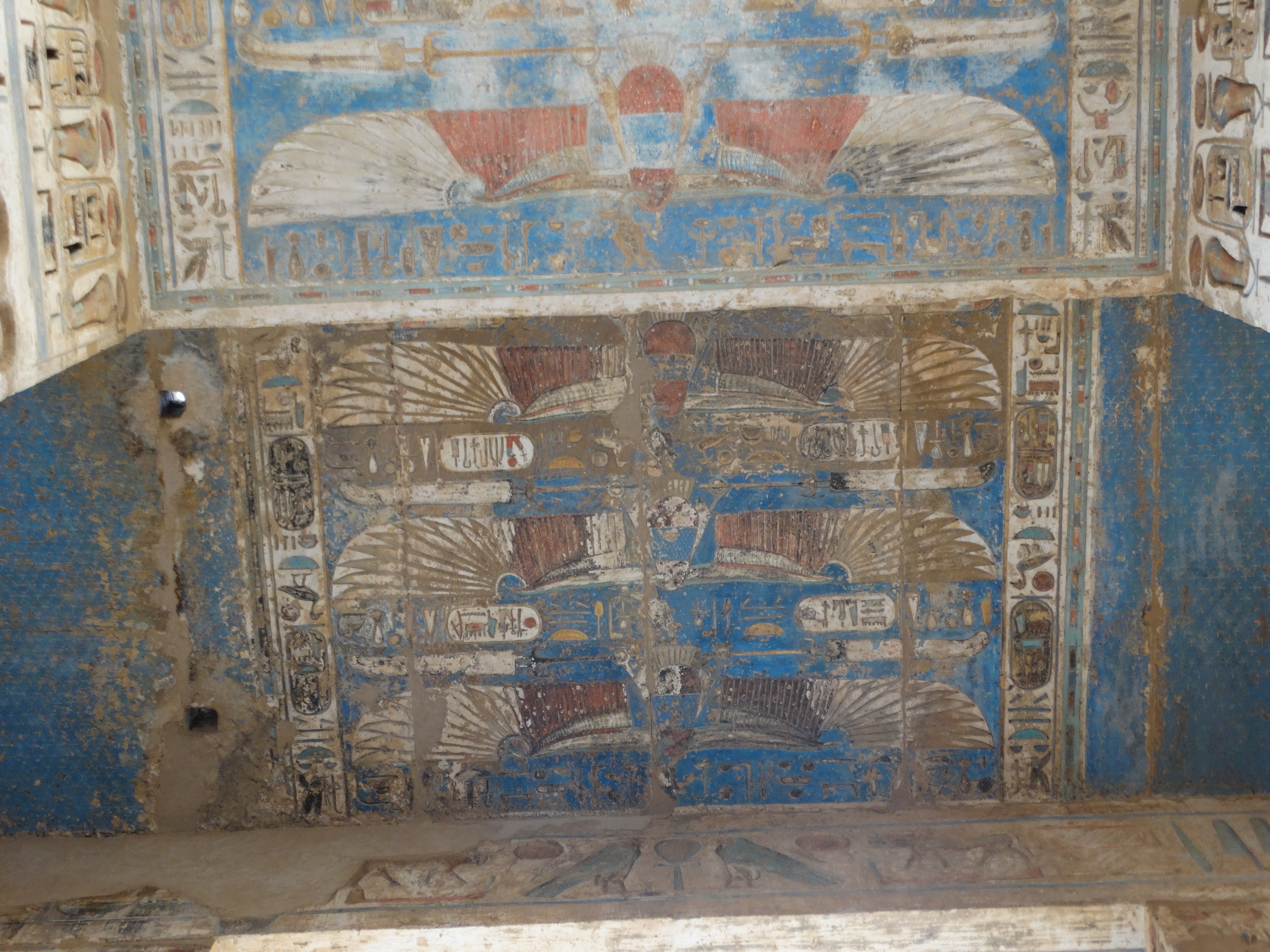
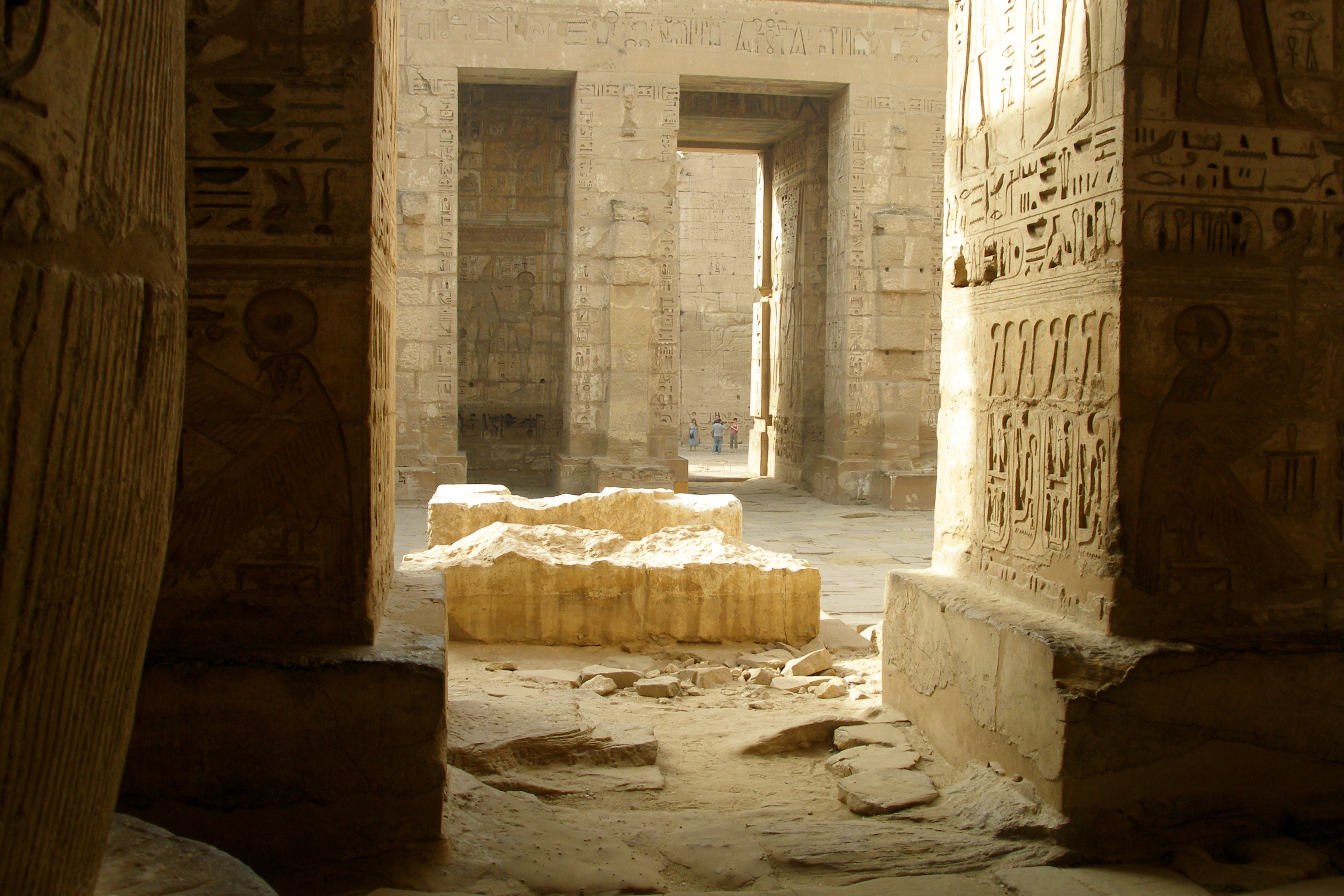
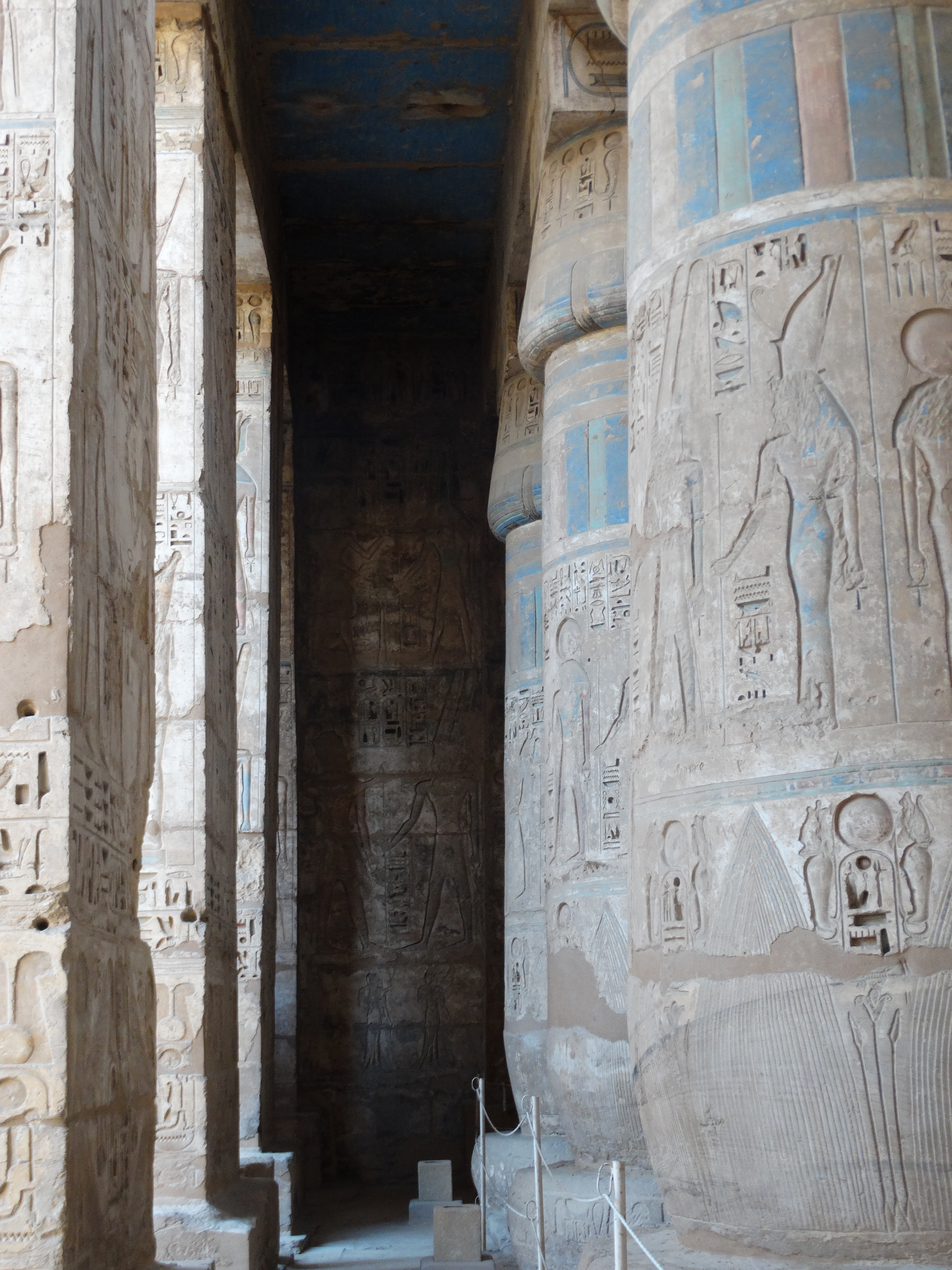
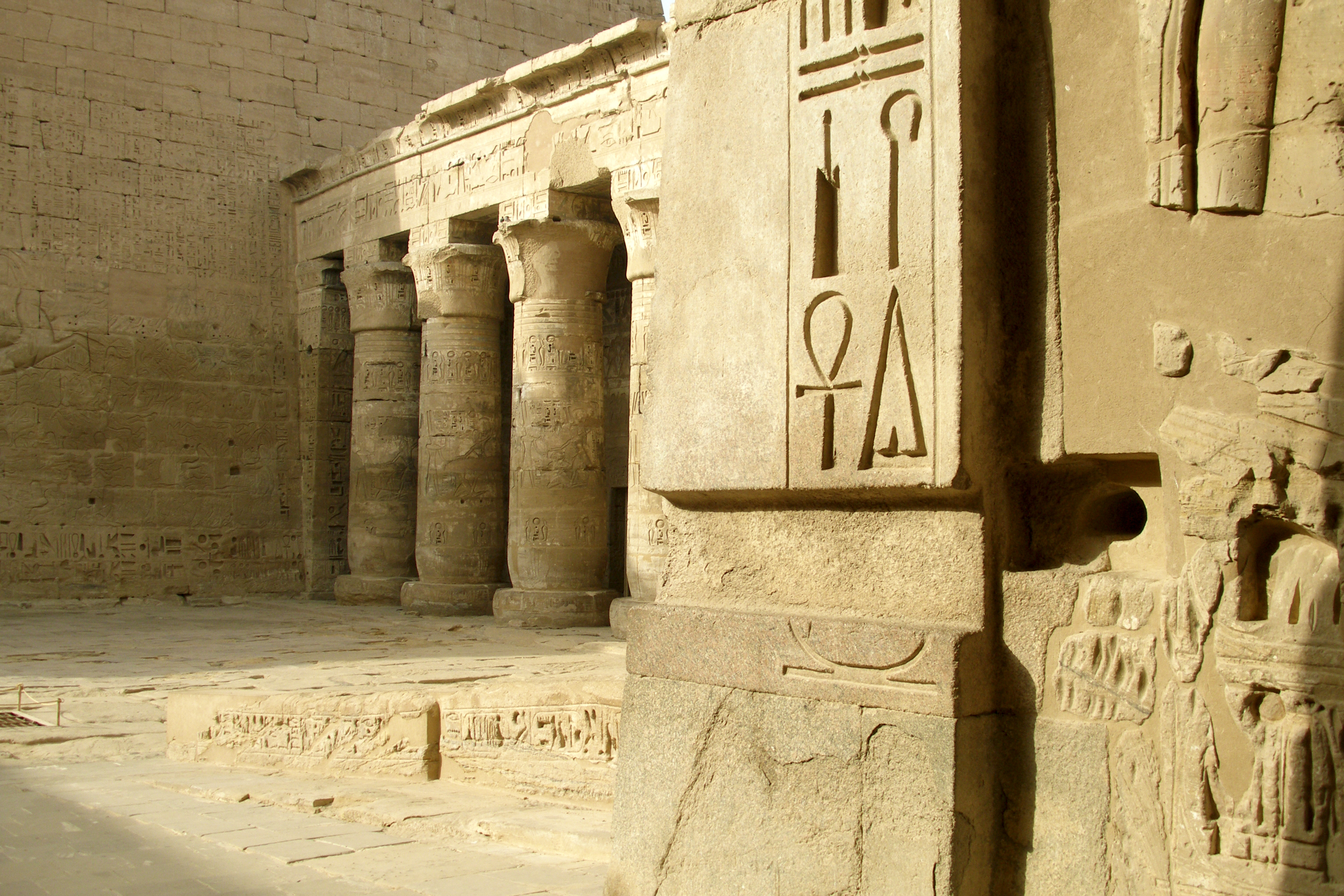
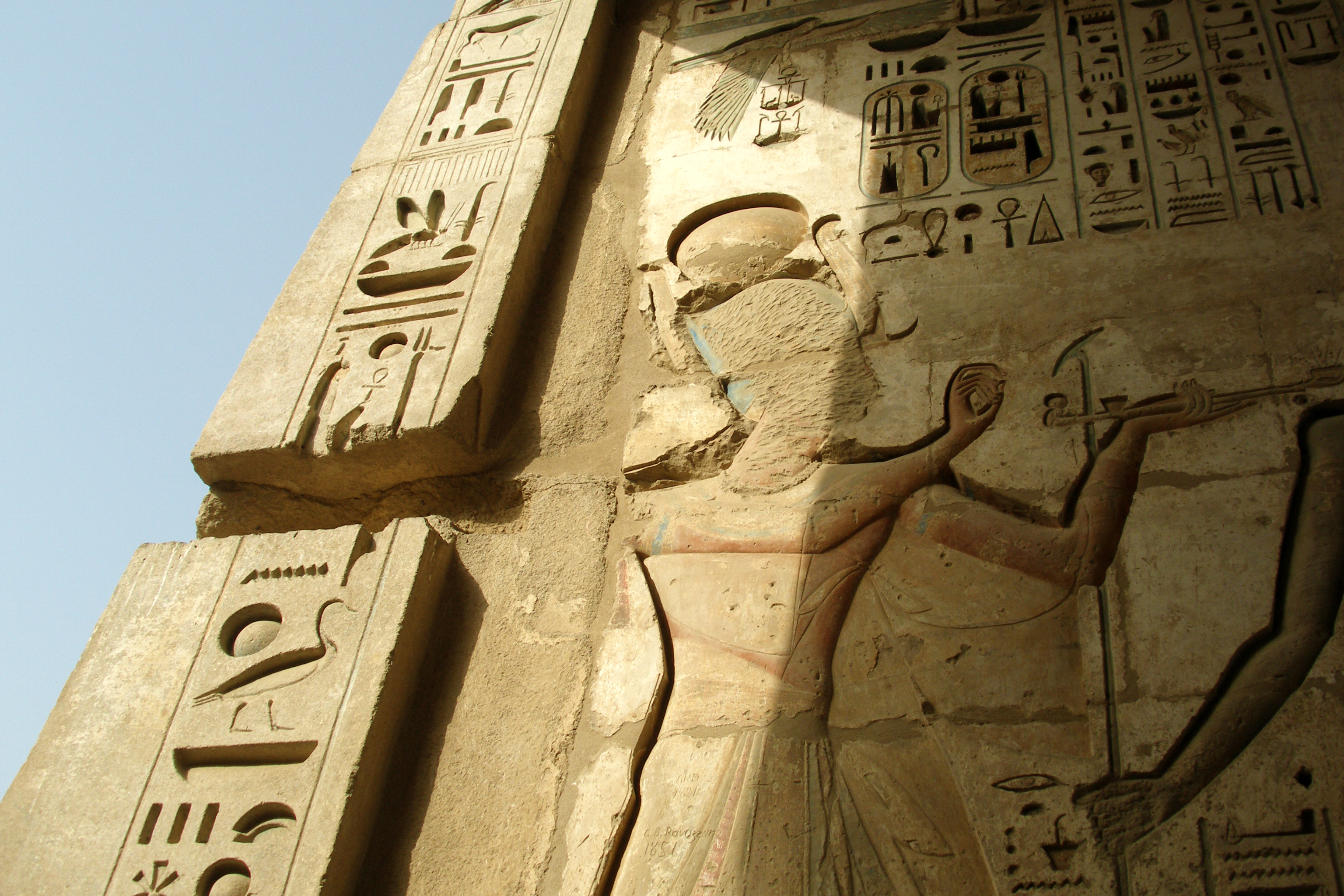
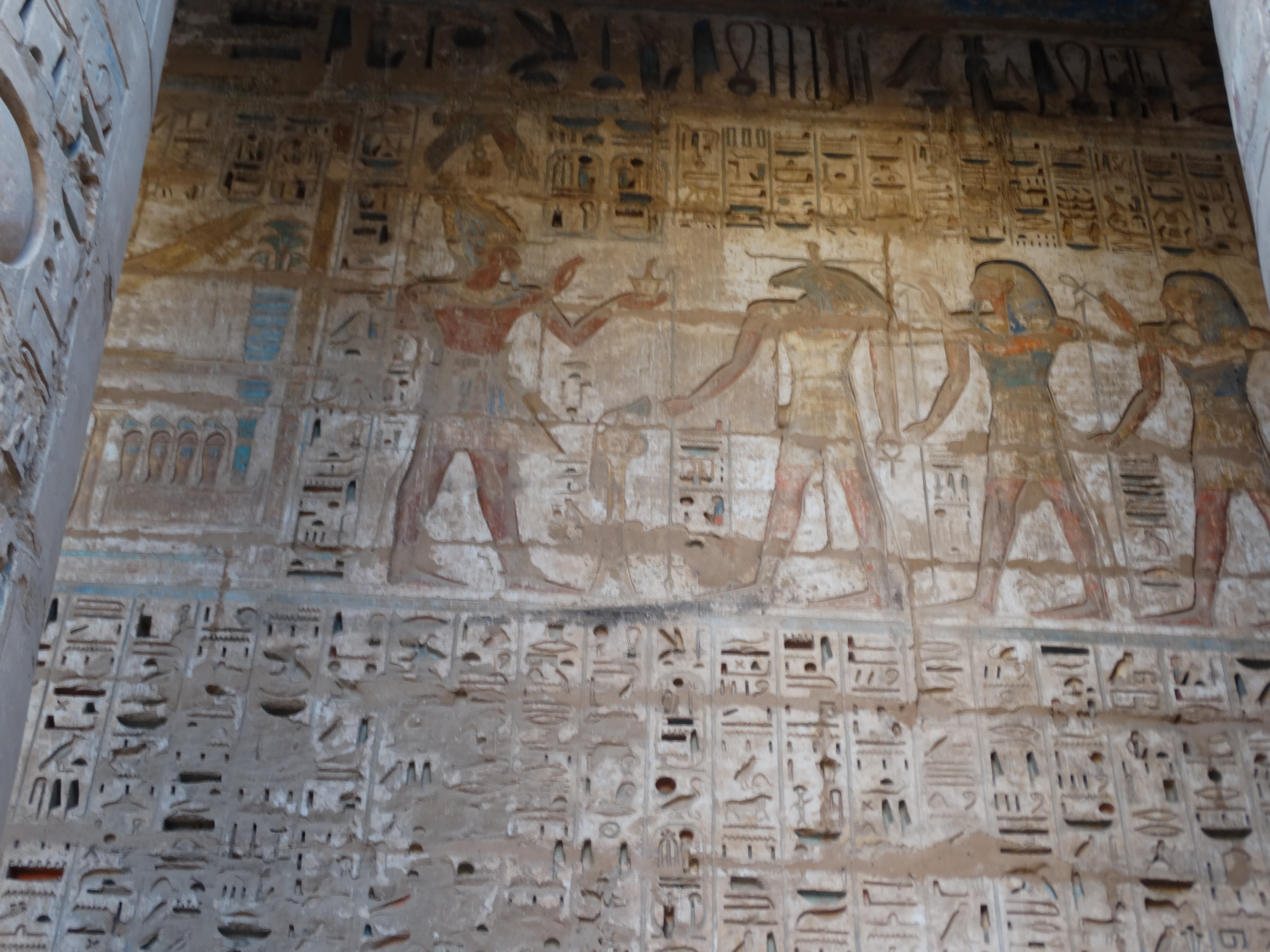